# Manuel Alonso Pérez de Guzmán el Bueno (1671-1721)
Manuel Alonso Pérez de Guzmán el Bueno (Huelva, 27 de octubre de 1671- Madrid, 2 de abril de 1721), XIX conde de Niebla, XII duque de Medina Sidonia, X marqués de Cazaza en África, Capitán General del Mar Océano, y costas de la Andalucía, de la Orden del Toisón de Oro, Capitán General de Cataluña entre 1690 y 1693. 

## Biografía
Hijo de Juan Claros Alonso Pérez de Guzmán el Bueno, heredó el título de su abuelo siendo el XI duque de Medina Sidonia y de Antonia Pimentel, hija del XI conde y VIII duque de Benavente. En su juventud estalló la guerra de Sucesión al extinguirse la casa de Austria con Carlos II de Austria, lo que le hizo salvaguardar siempre los mermados bienes heredados de su histórico legado defendiendolos desde su posición en el ejército, saliendo lo mejor posible del enfrentamiento nacional que duró hasta 1714 y en el que tuvo que asumir la pérdida de la conquista familiar de Gibraltar.

### Matrimonio y descendencia
Casó con 16 años de edad, en septiembre de 1687 con Luisa de Silva Mendoza y de Haro, (1670-1722), de 17 años, hija de Gregorio María Gómez de Silva y Mendoza, V duque de Pastrana y IX Duque del Infantado y de María de Haro y Guzmán, hija del VI marqués del Carpio y II Conde-duque de Olivares. De este matrimonio nacieron 11 hijos, entre ellos:
- Domingo (1691-1739), XIII duque de Medina Sidonia.

- Francisca Bibiana Pérez de Guzmán el Bueno y Mendoza casó con el Duque de Osuna el 21 de septiembre de 1721.

- Juana, (muerta 1736), que casaría en 1713 con Fadrique Vicente de Toledo Osorio (1686-1753), IX Marquesado de Villafranca del Bierzo. Fueron padres del sucesor Antonio Álvarez de Toledo Osorio (1716-1773), Adelantado y Capitán Mayor del Reino de Murcia, Alcalde Perpetuo de los Reales Alcazares de Lorca, quien casaría con Teresa Fernández de Córdoba y Spínola, de la casa de Medinaceli.

- Rosa, casaría con el militar aragonés Joaquín Palafox Centurión, VI marqués de Ariza, Almirante de Aragón y otros títulos.

## Títulos, órdenes y empleos
Títulos
- 16 de julio de 1687 - 12 de marzo de 1714: Excelentísimo señor.

## Distinciones honoríficas
- 13 de mayo de 1714: Caballero de la Orden del Toisón de Oro.Nota 21415
- Caballero de la Orden de Calatrava.101

## Empleos
- Capitán General de Cataluña.
- Capitán general de la Mar Océano y costas de Andalucía.

| Predecesor: Juan Claros Alonso Pérez de Guzmán el Bueno | Duque de Medina Sidonia 1713-1721 | Sucesor: Domingo José Claros Alonso Pérez de Guzmán el Bueno |

- Datos: Q6752819